# TMG (밴드)

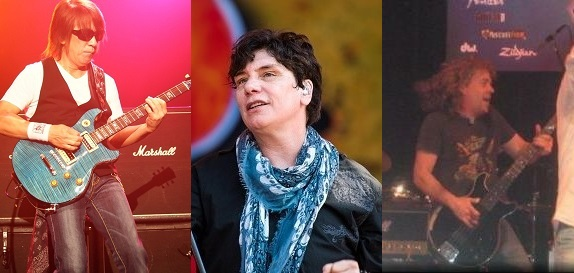
왼쪽에서 오른쪽: 마츠모토 타카히로, 에릭 마틴, 잭 블레이즈

TMG(Tak Matsumoto Group)는 전 세계 여러 밴드의 멤버로 구성된 슈퍼그룹이다. 여기에는 마츠모토 타카히로, 에릭 마틴, 잭 블레이즈가 포함된다. 2004년 7월부터 9월까지 일본에서 "Dodge the Bullet Tour"에 착수했다.
싱글, 앨범, 20회 공연, 라이브 영상을 거친 후, 밴드는 20년 후인 2024년까지 다시 공연하지 않았다. 2016년 롤링 스톤 인디아와의 인터뷰에서 마틴은 매년 마츠모토에게 가능한 재결합에 대해 물었고, 마츠모토는 항상 "생각해 보겠습니다"라고 대답했다고 말했다.
2024년 2월 28일 Rockpages.gr와의 인터뷰에서 잭 블레이즈는 밴드가 두 번째 앨범을 만들 것이라고 밝혔다. 일주일 후인 3월 8일, 밴드는 처음 구상한 지 20년 만에 공식적으로 재결합을 발표하고 두 번째 앨범을 발매하고 일본 전역을 순회할 것이라고 밝혔다.